# Mondoñedo (Gerichtsbezirk)
Der Gerichtsbezirk Mondoñedo ist einer der 9 Gerichtsbezirke in der Provinz Lugo.
Der Bezirk umfasst 11 Gemeinden auf einer Fläche von 1.230,47 km² mit dem Hauptquartier in Mondoñedo.

## Gemeinden
| Gemeinde                 | Einwohner (2024) | Fläche km² | Dichte Einw./km² | Cod INE | Postleitzahl |
| ------------------------ | ---------------- | ---------- | ---------------- | ------- | ------------ |
| Abadín                   | 2.217            | 196,02     | 11               | 27001   | 27730        |
| Alfoz                    | 1.523            | 77,50      | 20               | 27002   | 27775        |
| Barreiros                | 3.030            | 72,42      | 42               | 27005   | 27790        |
| Lourenzá                 | 2.098            | 62,64      | 33               | 27027   | 27760        |
| Mondoñedo                | 3.352            | 142,66     | 23               | 27030   | 27740        |
| A Pastoriza              | 2.787            | 175,03     | 16               | 27044   | 27287        |
| A Pontenova              | 2.124            | 135,77     | 16               | 27048   | 27720        |
| Ribadeo                  | 9.978            | 108,94     | 92               | 27051   | 27700        |
| Riotorto                 | 1.179            | 66,33      | 18               | 27054   | 27744        |
| Trabada                  | 1.083            | 82,71      | 13               | 27061   | 27765        |
| O Valadouro              | 1.906            | 110,45     | 17               | 27063   | 27778        |
| Gerichtsbezirk Mondoñedo | 31.277           | 1.230,47   | 25               | –       | –            |